# Lavado de cupón
El lavado de cupón es una operación financiera que consiste en la cesión temporal de un activo antes del pago de un cupón de intereses en el caso de títulos de renta fija, o del cobro del dividendo, si se trata de valores cotizados de renta variable. Esta operación permite que un inversor no residente adquiera temporalmente el activo y cobre los intereses o el dividendo sin estar sujeto a la retención fiscal aplicable a los residentes. Posteriormente, el valor es recomprado por su propietario original.

### Funcionamiento y Finalidad
El proceso implica la venta del activo a un no residente en los días previos al pago del cupón y su recompra posterior. Su objetivo es evitar la retención fiscal sobre los intereses, optimizando la rentabilidad del inversor residente. Aunque inicialmente era una práctica extendida en el mercado de Deuda Pública español desde los años ochenta, y era una práctica habitual antes de 1998, diversas reformas tributarias han limitado su eficacia mediante requisitos de permanencia mínima en cartera y otras modificaciones legislativas. A diferencia de otras operaciones con pacto de recompra, en el lavado de cupón el adquirente temporal se convierte en propietario del activo y puede disponer libremente de él, lo que le otorga mayor flexibilidad y liquidez. Además, el vendedor temporal se beneficia de ventajas fiscales y de un ingreso adicional derivado de la operación. Lo que recibe el no residente por la operación suele ser el interés devengado por el período antes de la venta.

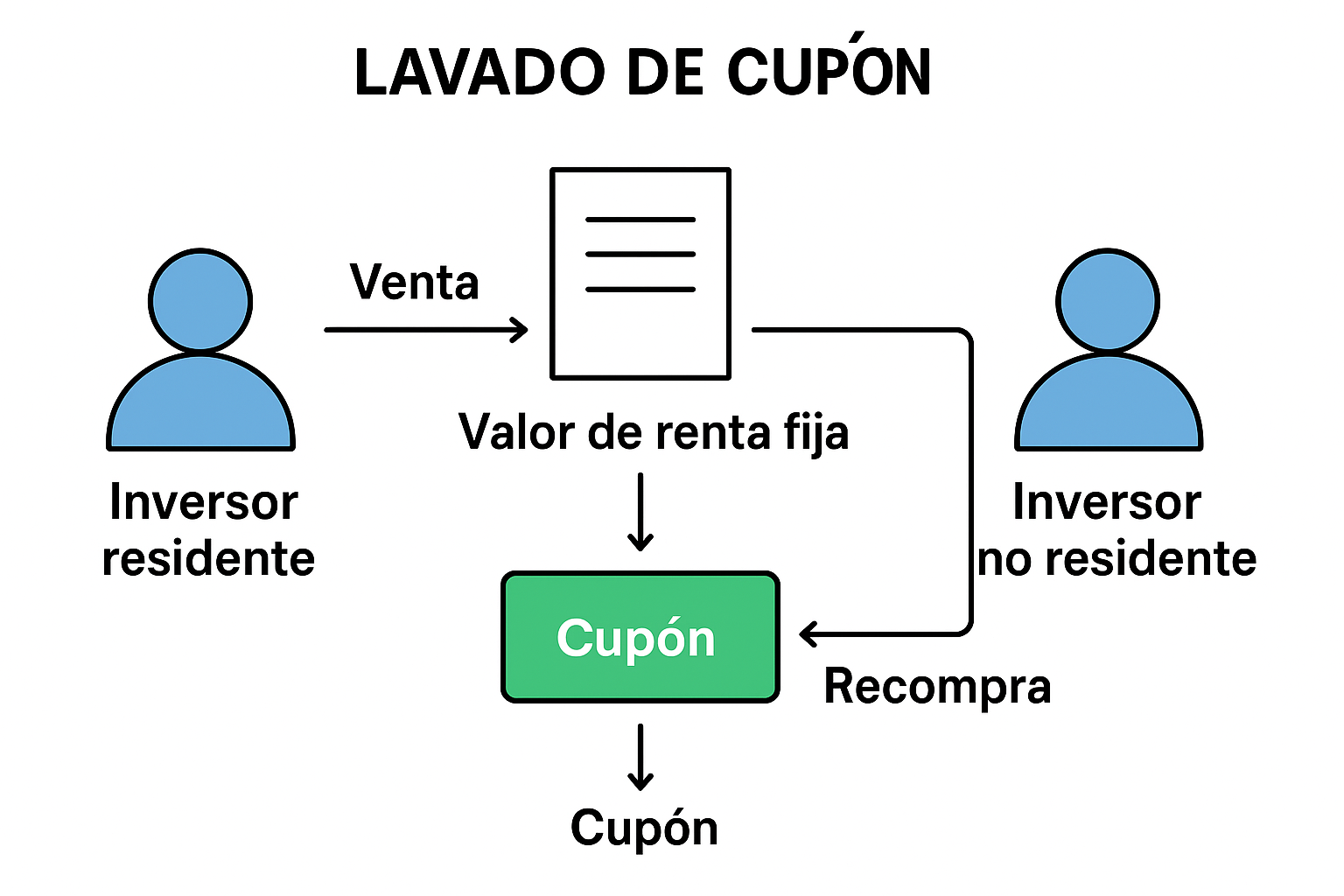

### Lavado de dividendo
Una variante del lavado de cupón es el lavado de dividendo, aplicado a valores de renta variable. En este caso, el titular transfiere temporalmente las acciones a un inversor con menor carga fiscal, permitiéndole recibir el dividendo bruto sin retenciones. Tras el pago del dividendo, los títulos regresan a su propietario original. Las autoridades fiscales han introducido medidas para restringir esta práctica, como la exigencia de que los títulos se mantengan en cartera durante un periodo determinado antes o después del pago del dividendo. También analizan los contratos de compraventa para garantizar que exista un beneficio económico real antes de impuestos.

#### Impacto en el mercado
El lavado de dividendo puede generar distorsiones en el mercado bursátil, pues en determinadas sesiones, especialmente en el último trimestre del año, se registran volúmenes de contratación anormalmente altos debido a estas operaciones. Esto puede provocar una sobreestimación de la liquidez de ciertos valores y errores en la interpretación del volumen de negociación, porque las operaciones se realizan frecuentemente en el mercado de bloques convenidos, o a través de las aplicaciones bursátiles donde pueden representar hasta un 2% del índice, aunque en periodos de alta actividad por dividendos esta cifra puede aumentar significativamente. Por ello, a pesar de que estas transacciones no afectan el precio de las acciones, sí pueden influir en las estadísticas de contratación y en la percepción de la liquidez del mercado. Además, los datos publicados por Bolsas y Mercados Españoles (BME) incluyen estas operaciones dentro del volumen totalizado, lo que debe considerarse al interpretar las cifras de negociación bursátil.

### Regulación y Control
Para contrarrestar estos esquemas, las autoridades fiscales han impuesto condiciones más estrictas, como la exigencia de una tenencia mínima de los valores y el análisis detallado de los contratos. Toda esta operativa de lavado de cupón y dividendo va a quedar prácticamente eliminada en la Unión Europea con la Directiva FASTER, adoptada en la UE en diciembre de 2024 y que deberá ser implementada por los Estados miembros antes de 2028.  La directiva busca digitalizar y armonizar el sistema de retención de dividendos en la UE, creando un certificado de residencia fiscal electrónico y agilizando los procesos administrativos. Además de combatir la elusión fiscal, pretende facilitar la devolución de retenciones indebidas y mejorar la movilidad de valores en los mercados europeos. Actualmente, el complejo proceso de certificación fiscal genera costos administrativos elevados y ralentiza las transacciones financieras. La implementación de FASTER, prevista para 2028, permitirá un control más eficiente mediante el intercambio de información entre las haciendas europeas.